# دانیال ۲

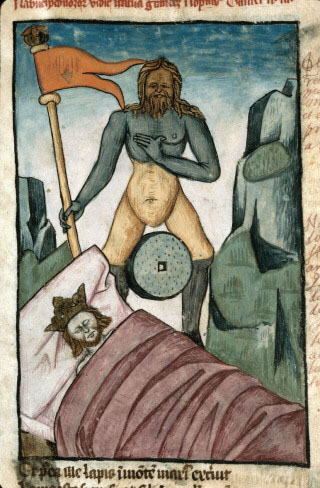
سونگ نابوکودونوسور

دانیال ۲ (فصل دوم کتاب دانیال) بیان می‌کند که چگونه دانیال رویای نبوکدنصر دوم، پادشاه بابل را بازگو و تعبیر کرد. 

## شرح ماجرا
بخت النصر رؤیای ترسناکی می‌بیند و از مردان خود می‌خواهد که آن را تعبیر کنند ولی محتوای آن را به صورت کامل بیان نمی‌کند. وقتی آن‌ها اعتراض می‌کنند او همه را محکوم می‌کند که شامل دانیال و همراهانش نیز می‌شود. 
دانیال اجازه می‌خواهد که از خدای خود کمک بخواهد. او تعبیر خواب بخت النصر را در خواب دریافت می‌کند: بخت النصر خواب یک مجسمه بزرگ از سر طلا، سینه و دستهای نقره، شکم و رانی از مس و پاهایی از آهن و گل را می‌بیند. مجسمه توسط یک سنگ که تبدیل به کوه بزرگی می‌شود نابود می‌شود و این کوه تمامی دنیا را پر می‌کند. مجسمه نمایانگر چهار پادشاهی است که با بخت النصر آغاز می‌شود. این چهار پادشاهی توسط خداوند نابود خواهند شد. بخت النصر دانیال را به سمت رئیس تمامی حکمای خود منصوب می‌کند و به او و همراهانش اجازه می‌دهد که بر تمامی شهرهای بابل حکومت کنند.